# Tamara Karsavina
Tamara Platonovna Karsavina (rus. Тама́ра Плато́новна Карса́вина, 9. mart 1885 — 26. maj 1978) bila je ruska primabalerina, čuvena po svojoj lepoti, koja je bila glavni umetnik Carskog ruskog baleta, a kasnije i Ruskog baleta Sergeja Djagiljeva. Nakon što se nastanila u Britaniji, u Hempstedu u Londonu, ona je počela da profesionalno predaje balet i postala je jedna od osnivačica modernog britanskog baleta. Ona je pomagala u osnivanju Kraljevskog baleta i bila je jedan od osnivača Kraljevske akademije plesa, koja je sada najveća svetska organizacija koja se bavi plesnom obukom.

## Porodica, detinjstvo i mladost
Tamara Karsavina je rođena u Sankt Peterburgu, kao ćerka Platon Konstantinoviča Karsavina i njegove supruge, Ane Josifovne (devojački Komjakova). Glavni plesač i mimičar u Carskom baletu, Platon je takođe predavao kao instruktor u Carskoj baletskoj školi (Vaganovoj baletskoj akademiji). Jedan od njegovih studenata je Mihail Fokin, budući plesni partner i ljubavnik njegove ćerke.
Karsavinin stariji brat Lev Platonovič Karsavin (1882–1952) postao je religiozni filozof i istoričar srednjeg veka. Njena nećakinja Marijana Karsavina (1910-1993) udala se za ukrajinskog autora i umetničkog pokrovitelja Pjotra Suvčinskog. Karsavina je preko svoje majke bila u bliskoj vezi sa verskim pesnikom i saosnivačem slavofilnog pokreta, Aleksejem Homjakovom.
Karsavin otac je svojevremeno bio omiljeni učenik Marijusa Petipa, učitelja i koreografa, ali njihov se odnos pogoršao u kasnijim godinama. Karsavina je sumnjala da Petipa stoji iza „političke intrige” koja je rezultirala time da je njen otac bio prisiljen na prevremenu penziju. Iako je Platon nastavio da predaje u Carskoj baletskoj školi, i zadržao je i neke od privatnih učenika, on je bio razočaran iskustvom.

## Obrazovanje
Zbog sopstvenih gorkih iskustava, Platon je u početku odbio da dozvoli Karsavini da uči balet, ali je njena majka posredovala.
„Majčin san je bio da od mene napravi igračicu”, pisala je kasnije Karsavina. „To je lepa karijera za ženu“, rekla bi ona, „i mislim da dete mora da ima sklonost ka sceni; ona voli da se oblači, i uvek je pred ogledalom.”
Ne tražeći Platonovu dozvolu, Karsavina majka je organizovala da ona počne da ide na časove kod porodične prijateljice, penzionisane plesačice Vere Joukove. Kada je Platon mesecima kasnije saznao da je njegova ćerka počela sa časovima plesa, prihvatio je vest, i postao njen glavni instruktor. Daleko od toga da je imala povlašćeni tretman, međutim, Karsavina je o svom ocu govorila kao o svom „najzahtevnijem učitelju... i uz melodiju njegove violine maksimalno sam se naprezala.“
Godine 1894, posle rigoroznog ispita, Karsavina je primljena u Carsku baletsku školu. Na nagovor svoje majke, Karsavina je odlučila da diplomira pre roka početkom 1902. godine. U to vreme bilo je nečuveno da žene počnu da se profesionalno bave plesom pre osamnaeste godine, ali njen otac je izgubio mesto profesora u školi 1896. godine, ostavljajući njenu porodicu u teškom materijalnom stanju. Očajnički su im bili potrebni mali prihodi koje bi Karsavina dobijala kao plesačica u kor de baletu.
Nakon što je diplomirala na Imperijalnoj baletskoj školi, Karsavina je doživela meteorski uspon kroz redove, brzo postavši vodeća balerina u Imperijalnom baletu. Plesala je ceo repertoar Petipa.

## Karijera
Najpoznatije Karsavine uloge bile su Lizа u La Fille Mal Gardée, Medora u Le Corsaire i carska devica uThe Little Humpbacked Horse. Ona je bila prva balerina koja je plesala u takozvanom Le Corsaire Pas de Deux 1915. godine.
Koreograf Džordž Balančin izjavio da ima lepe uspomene gledanja njenog plase dok je bio student Imperijalne baletske škole. Neposredno pre 1910. godine, redovno je bila pozivana da igra u Parizu sa Ruskim baletom Sergeja Djagiljeva. Tokom godina rada sa kompanijom, ostvarila je mnoge od svojih najpoznatijih uloga u baletima Mihaila Fokina, uključujući Petrušku i Le Spectre de la Rose. Ona je plesala potonji balet sa Haroldom Ternerom. Tamara je možda najpoznatija po tome što je stvorila naslovnu ulogu u Fokinovoj Žar ptici sa povremenim partnerom Vaslavom Nižinskim. (Ova uloga je prvobitno bila ponuđena Ani Pavlovoj, koja nije mogla da se pomiri sa upadljivo novom partiturom Stravinskog.)
Karsavina je napustila Rusiju 1918. godine, neposredno pre nego što su boljševici pokrenuli Crveni teror na početku Ruskog građanskog rata, i preselila se u Pariz, gde je nastavila saradnju sa Ruskim baletom kao vodeća balerina. (Njeg brata Leva Karsavina boljševici su 1922. proterali iz Rusije na jednom od filozofskih brodova. Godine 1928, on se preselio u tek nezavisnu Litvaniju, gde mu je dodeljena katedra za istoriju kulture (1928–1939), ali kada je Sovjeti su okupirali Litvaniju, on je uhapšen i deportovan u gulag, gde je umro 1952.)
Karsavini memoari, Pozorišna ulica (naziv ulice u kojoj se nalazila Imperijalna baletska škola, zbog blizine Aleksandrovskog teatra), opisuju njenu obuku u Imperijalnoj baletskoj školi i njenu karijeru u Marijinskom teatru i Ruskom baletu. U ultra-takmičarskom svetu baleta, bila je skoro univerzalno voljena. Karsavina je imala rivala u Ani Pavlovoj; ipak u Pozorišnoj ulici Karsavina uvek piše o njoj sa dobrotom i velikodušnošću, npr. „Pavlova u to vreme [dok je bila učenica] jedva da je shvatala da u njenoj gipkoj formi i u njenim tehničkim ograničenjima leži najveća snaga njene šarmantne ličnosti.“ U filmu, A Portrait of Giselle, Karsavina se priseća jedne „neispravnosti garderobe“: tokom nastupa joj je pala jedna naramenica i slučajno se razotkrila. Pavlova je posramljenu Karsavinu dovela do suza.

## Lični život
Godine 1904, vođena svojom majkom, Anom Josifovnom, Karsavina je odbila predlog za brak od Mihaila Fokina. To je dovelo do uzavrele nelagode između njih dvoje, koja je obojila njihovu buduću vezu. Kasnije je rekla da je Fokin retko razgovarao sa njom van baletskog studija.
Godine 1907, ponovo vođena majkom, udala se za državnog službenika Vasilija Vasiljeviča Muhina (1880 – posle 1941), u kapeli Baletske škole. Muhin je povremeno putovao sa njom na Djagiljevske turneje.
U junu 1918, godinu dana nakon razvoda od Muhina, Karsavina se udala za britanskog diplomatu Henrija Džejmsa Brusa (1880–1951). Bio je otac njenog sina Nikite (1916–2002).

## Literatura
- d'Abo, Lady Ursula (2014).  Watkin, David, ур. The Girl with the Widow's Peak: The Memoirs. London: d'Abo Publications. ISBN 978-1907991097.
- Букет для Тамары Карсавиной. Сост. и макет В. Киселёва. М.: Композитор. 1998. ISBN 9785852851666. Архивирано из оригинала 08. 06. 2020. г. Приступљено 08. 06. 2020.
- Григорьев, Сергей Леонидович; предисл. и ком. В. В. Чистяковой (1993). Балет Дягилева, 1909—1929. Пер. с англ. Чистяковой Н. А. (Ballets Russes изд.). М.: Aртист. Pежиссёр. Tеатр. ISBN 5-87334-002-1.
- Деген А., Ступников И. „Тамара Платоновна Карсавина”. Belcanto.ru. Приступљено 2019-03-18.
- Дюкина Е. Н. (1981). Карсавина Тамара Платоновна. Гл. ред. Ю. Н. Григорович (Энциклопедия изд.). М.: Советская энциклопедия.
- Красовская, Вера Михайловна (1972). Русский балетный театр начала XX века. 2. Л.: Искусство. стр. 275—304.
- Соколов-Каминский, Аркадий Андреевич (1997). Русский балет. Ред. Е. П. Белова, Г. Н. Добровольская, В. М. Красовская, Е. Я. Суриц (Энциклопедия изд.). М.: Большая Российская энциклопедия, Согласие. ISBN 5-85270-099-1.
- Тамаре Платоновне Карсавиной «Бродячая собака», Букет Карсавиной. Оф. худ. С. Судейкина. Пг.: Современное искусство. 1914.
- Трускиновская, Д. „Тамара Платоновна Карсавина”. Belcanto.ru. Приступљено 2019-03-18.
- Уколова Ю. В. Исполнительское искусство Тамары Карсавиной в английский период её творчества / Юлия Викторовна Уколова // Вестник Академии русского балета им. А. Я. Вагановой 2006, ISSN 1681-8962, № 15, с. 88—111.
- Уколова Ю. В. Педагогическая деятельность Тамары Карсавиной в контексте развития английского балетного театра / Юлия Викторовна Уколова // Вестник Академии русского балета им. А. Я. Вагановой 2001, ISSN 1681-8962, № 9, с. 151—157.
- Фокин, Михаил Михайлович; составление Ю. В. Слонимского, Г. Н. Добровольской (1981). Против течения, Воспоминания балетмейстера. Ред. Г. Н. Добровольская. Л.: «Искусство».
- assistés de Jean-Michel Vinciguerra ; préface de Bruno Racine (2009). Les ballets russes. Direction de Mathias Auclair et Pierre Vidal (Catalog d’exposition [Paris, Bibliothèque-musée de l'Opéra, 24 novembre 2009 – 23 mai 2010] изд.). Montreuil: Gourcuff Gradenigo. ISBN 978-2-35340-067-6. Архивирано из оригинала 14. 05. 2021. г. Приступљено 08. 06. 2020. Недостаје |last1= у Authors list (помоћ)
- Karsavina, Tamara (1961). Theatre Street: The Reminiscences of Tamara Karsavina. E.P. Dutton & Co.
- Garafola, L (1989). Diaghilev's Ballets Russes. Oxford University Press. стр. 576. ISBN 0-19-505701-5.
- Cashin, K K. „Alexander Pushkin's Influence on Russian Ballet — Chapter Five: Pushkin, Soviet Ballet, and Afterward” (PDF). Архивирано из оригинала (PDF) 2. 1. 2008. г. Приступљено 27. 12. 2007.
- „A Tale of Two Operas”. Petersburg City. Архивирано из оригинала 07. 05. 2020. г. Приступљено 11. 1. 2008.